# Agra-Art
Agra-Art S.A. – najstarszy dom aukcyjny z siedzibą w Warszawie, przy ulicy Wilczej 70.  

## Opis działalności

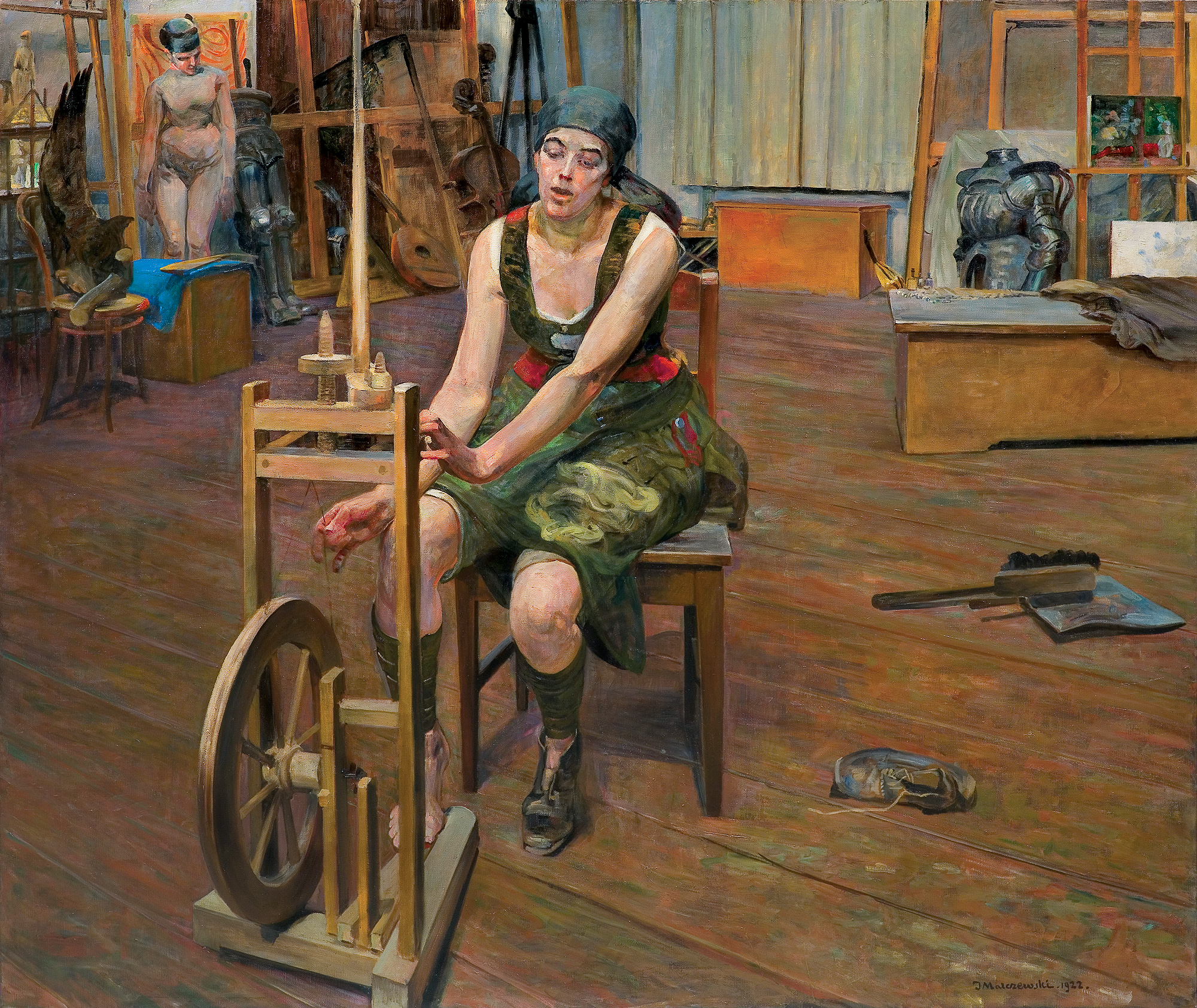
Jacek Malczewski, Pożegnanie z pracownią. Prządka" - najdroższe dzieło tego artysty na rynku sztuki, sprzedane podczas aukcji w Agra Art (2021)

Jeden z pierwszych domów aukcyjnych w Polsce - powstał w 1989, założony i prowadzony przez Zofię Krajewską-Szukalską. Organizuje aukcje dzieł sztuki dawnej i współczesnej. Do tej pory, mimo przekształcenia w 1997 roku w spółkę akcyjną, pozostaje firmą rodzinną.   
W ciągu 30 lat dom aukcyjny zorganizował kilkaset aukcji, na których niemal zawsze pojawiały się obiekty klasy muzealnej – m.in. arcydzieła takich artystów, jak: Jan Matejko, Józef Chełmoński, Stanisław Wyspiański, Jacek Malczewski. Dzięki Agra Art wiele prac wybitnych polskich twórców zostało sprowadzonych do Polski – m.in. kolekcja obrazów Zdzisława Beksińskiego z Japonii oraz unikatowy pastel Stanisława Wyspiańskiego, sprowadzony z Kanady i eksponowany obecnie w Muzeum Narodowym w Krakowie. W 2021 roku podczas Aukcji Sztuki Dawnej w Agra Art sprzedano płótno Jacka Malczewskiego - Pożegnanie z pracownią. Prządka, za rekordową dla tego artysty kwotę ponad 6,7 mln zł.  
Od 2006 roku Agra Art reprezentuje Jacka Yerkę, jednego z czołowych przedstawicieli realizmu magicznego. W 2022 roku dom aukcyjny zorganizował w swojej siedzibie największą monograficzną wystawę tego artysty Magiczne Światy, a rok wcześniej w swych przestrzeniach wystawił ponad 40 prac olejnych Zdzisława Beksińskiego ze słynnej kolekcji japońskiej.

## Wydawnictwa
- Kolekcja japońska. Beksiński i inni, Agra Art, Warszawa 2021
- Jacek Yerka. Obrazy z lat 1972-2001, Dom Aukcyjny Agra Art, Warszawa 2021